# Cynophalla sclerophylla
Cynophalla sclerophylla är en kaprisväxtart som först beskrevs av Hugh Hellmut Iltis och Cornejo, och fick sitt nu gällande namn av Cornejo och Iltis. Cynophalla sclerophylla ingår i släktet Cynophalla, och familjen kaprisväxter. Inga underarter finns listade i Catalogue of Life.